# Dampmart
Dampmart ist eine französische Gemeinde mit 3655 Einwohnern (Stand 1. Januar 2022) im Département Seine-et-Marne in der Region Île-de-France. Sie gehört zum Arrondissement Torcy und zum Kanton Lagny-sur-Marne. Die Einwohner werden Dampmartois genannt.

## Geographie
Dampmart liegt östlich von Paris und umfasst eine Fläche von 592 Hektar. Nachbargemeinden sind:
- Jablines im Norden,
- Chalifert im Osten,
- Chessy im Südosten,
- Montévrain im Süden,
- Lagny-sur-Marne im Südwesten,
- Thorigny-sur-Marne im Westen und
- Annet-sur-Marne im Nordwesten.

## Bevölkerungsentwicklung
| Jahr      | 1962 | 1968 | 1975 | 1982 | 1990 | 1999 | 2006 | 2016 |
| Einwohner | 1136 | 1243 | 1963 | 2390 | 2693 | 2754 | 3075 | 3372 |